# Saira Banu

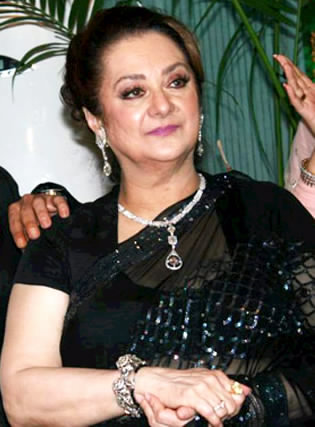
Banu in 2011

Saira Banu (Mussoorie, 23 augustus 1944) is een Indiaas actrice en de echtgenote van acteur Dilip Kumar.

## Biografie
Saira Banu werd in augustus 1944 in Mussoorie geboren als dochter van actrice Naseem Banu (1916-2002). Haar grootmoeder van haar moederskant was de courtisane ‘Chamiyan Bai’, ook wel bekend als ‘Shamshad Begum van Delhi’.

## Carrière
Banu was 16 jaar oud toen ze haar intrede maakte in de filmindustrie. Banu volgde Kathakali- en Bharata natyam-lessen en begon in films te dansen als achtergronddanseres.
Haar filmdebuut maakte Banu met Shammi Kapoor in de film ‘Junglee’ uit 1961, waarvoor ze haar eerste Filmfare-nominatie als beste actrice verdiende. Ook het lied "Yaahoo !! Chahe Koi Mujhe Junglee Kahe", gezongen door Mohammed Rafi, was een groot succes. Enkele van haar succesvolle films zijn onder meer: “Jhuk Gaya Aasman” en “Aayi Milan Ki Bela” met Rajendra Kumar, en “April Fool”, met Biswajeet, “Aao Pyaar Karen” en “Shagird” met Joy Mukherjee en “Pyar Mohabbat” met Dev Anand.
Ze heeft drie Filmfare-nominaties voor Beste Actrice verdiend: ‘Shagird’ (1967), ‘Diwana’ (1968) en ‘Sagina’ (1974).

## Privé
Banu trouwde op 11 oktober 1966 met acteur Dilip Kumar (geb. 1922).  Banu was destijds 22 jaar oud, terwijl Kumar 44 jaar oud was.  Het huwelijk bleef kinderloos.
Tussen 1981 en 1983 was Dilip Kumar ook getrouwd met Asma Sahiba, waardoor er tijdelijk sprake was van een polygaam huwelijk.